# Свети Атанасий (Теово)
Вижте пояснителната страница за други значения на Свети Атанасий.
„Свети Атанасий“ (на македонска литературна норма: „Свети Атанасиј“) е възрожденска православна църква във велешкото село Теово, централната част на Северна Македония. Част е от Повардарската епархия на Македонската православна църква – Охридска архиепископия.
Църквата е построена в 1895 година от големия архитект Андон Китанов, а е изписана от Димитър Папрадишки в 1883 година. По-голямата част от иконите в нея са дело на анонимен зограф изписал стенописите в „Свети Атанасий“ в Богомила (1844) и в „Света Богородица“ в Бистрица (1856).